# عبد الله مصطفى
سيف المهندي، لاعب كرة قدم قطري .
لعب سابقاً لأندية الأهلي والجيش ونادي الخور .

## روابط خارجية
- عبد الله مصطفى على موقع Soccerway.com (الإنجليزية)